# Heinrich Barfod

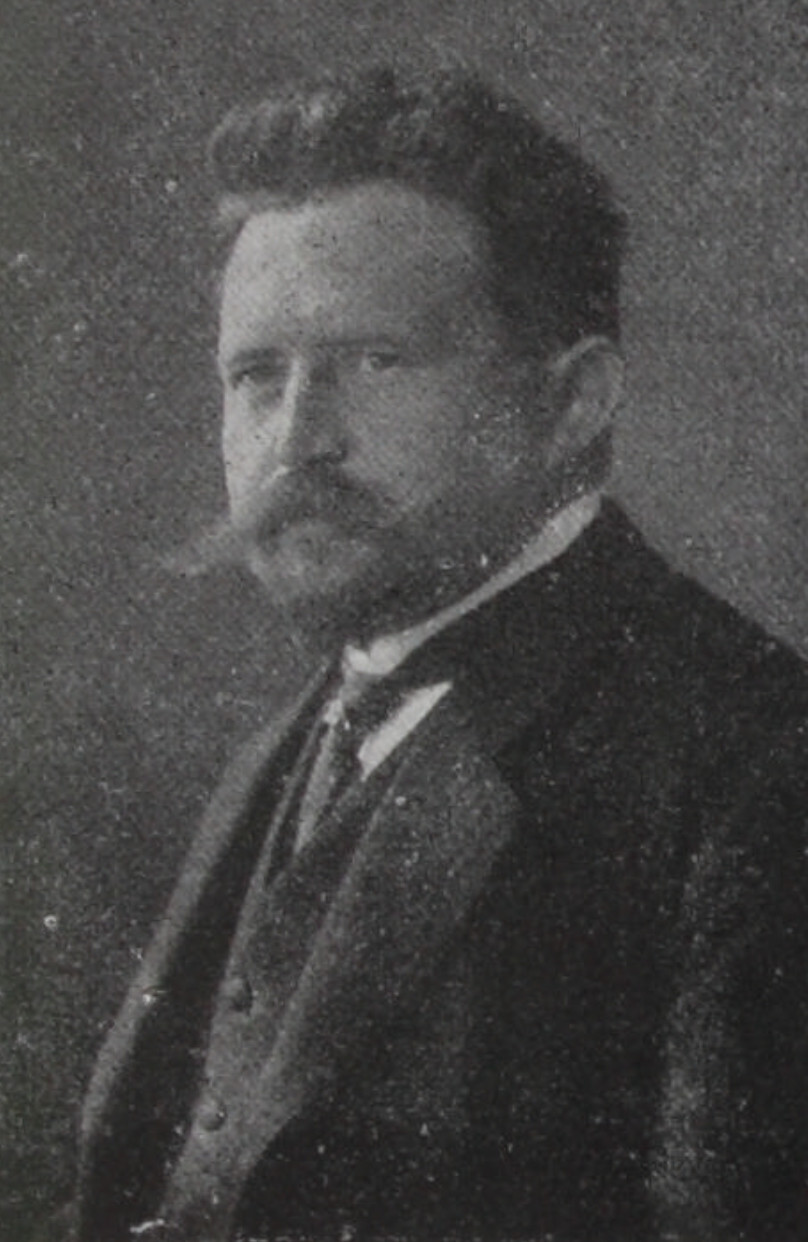
Heinrich Barfod

Heinrich Theodor Wilhelm Barfod (* 9. November 1870 in Kiel; † 23. Februar 1917 ebenda) war ein deutscher Lehrer, Naturwissenschaftler und Schriftleiter. 

## Leben und Wirken
Heinrich Barfod war ein Sohn des Maurers Christian Theodor Wilhelm Barfod (* 1842) aus Eckernförde, der im Juli 1878 in Altona starb. Heinrich Barfod wuchs bei seiner Mutter Marie Luise, geborene Johannsen auf, die als Alleinerziehende mit Näharbeiten für sich und ihren Sohn sorgte. Die Muhliussche Waisenstiftung verhalf ihm von 1888 bis 1891 zu einem Besuch des Lehrerseminars in Eckernförde. Anschließend unterrichtete er an der einklassigen Schule in Lottorf.
1894 wechselte Barfod als Lehrer an die Volksschule Kiel, wo er 10 Jahre blieb. Anschließend ging er an die heutige  Max-Planck-Schule. Gemäß Stellenbeschreibung sollte er nur in der Vorschule unterrichten. Schuldirektor Heyer übertrug ihm jedoch aufgrund seines Fachwissens und des pädagogischen Konzepts den Biologieunterricht bis zur Oberprima.
Am 24. Juni 1898 heiratete Barfod Alma Therese Auguste Ljunggren, deren Vater als Schneider in Kiel arbeitete. Das Ehepaar bekam drei Söhne.

## Ehrenamtliches Engagement
Barfod engagierte sich in vielen Vereinen, für die er auch schrieb. Während seiner Zeit am Lehrerseminar schloss er sich dem Verein zur Pflege der Natur- und Landeskunde an. Ab 1892 verfasste er Artikel für dessen Monatszeitschrift Die Heimat und übernahm von 1896 bis Lebensende die Schriftführung des Vereins. Er dokumentierte umfangreich insgesamt 18 Jahresversammlungen des Vereins. Diese Berichte gelten als wichtige Quellen zur Heimatkunde. Nach dem Tod des Schriftleiters Friedrich Lorentzen übernahm Barfod am 5. November 1914 bis zu seinem Tod auch die Redaktion der Vereinszeitung. Während der Arbeiten für die Zeitung lernte er Gustav Frenssen kennen, der den Familiennamen Barfods 1921 in seinem Pastor von Poggsee verwendete.
Barfod beteiligte sich in der Abteilung für Naturkunde an der Arbeit des Allgemeinen Schleswig-Holsteinischen Lehrerverbandes, für den er Vorträge hielt. Für den Fachbereich sammelte er Lehrmittel, die bei den Jahresversammlungen in den Sommerferien ausgestellt wurden. Die Ausstellung vom 30. Juli bis zum 1. August 1900 in Kiel fiel dabei besonders umfangreich aus. Hieraus entstand der Verein der Aquarien- und Terrarienfreunde, der sich den Algennamen Ulva gab. Der Verein gab die Zeitschrift „Nerthus“ heraus, deren Schriftleitung Barfod am 1. Oktober 1902 übernahm. Er erweiterte das Blatt zu einer „Zeitschrift für volkstümliche Naturkunde“, die bis 1907 bestand. 
Barfod gehörte seit 1895 dem Kieler Tierschutzverein an, für den er 1898 das Amt des Schriftführers und von 1902 bis Lebensende den zweiten Vorsitz übernahm. Außerdem engagierte er sich im Naturwissenschaftlichen Verein für Schleswig-Holstein, im Verein jüngerer Lehrer Kiels, im Schleswig-Holsteinischen Landesverein für Heimatschutz und im Sonntagsheim für Handwerkslehrlinge. In diesen Einrichtungen übernahm er Vorstandsämter und referierte.
1899 gehörte Barfod zu den Gründungsmitgliedern des Kieler Feuerbestattungsvereins. Er trieb dort die Einrichtung eines Krematoriums voran. Außerdem verfügte er über eine umfangreiche Sammlung von Mineralien, die er zahlreichen Schulen zur Verfügung stellte.

## Werke
- Die Mistel. In: Die Heimat. Monatsschrift des Vereins zur Pflege der Natur- und Landeskunde in Schleswig-Holstein, Hamburg und Lübeck. Bd. 8 (1898), Heft 2, Februar 1898, S. 29–33 (Digitalisat) und Heft 4, April 1898, S. 77–84 (Digitalisat).
- Die Natur im Volksmunde. In: Die Heimat. Monatsschrift des Vereins zur Pflege der Natur- und Landeskunde in Schleswig-Holstein, Hamburg und Lübeck. Bd. 11 (1901), Heft 9, September 1901, S. 165–169 (Digitalisat), Heft 10, Oktober 1901, S. 185–190 (Digitalisat).
- Die Wassernuß. In: Die Heimat. Monatsschrift des Vereins zur Pflege der Natur- und Landeskunde in Schleswig-Holstein, Hamburg und Lübeck. Bd. 11 (1901), Heft 12, Dezember 1901, S. 236–243 (Digitalisat).
- Der Staubfall vom 10. und 11. März 1901. In: Die Heimat. Monatsschrift des Vereins zur Pflege der Natur- und Landeskunde in Schleswig-Holstein, Hamburg und Lübeck. Bd. 12 (1902), Heft 4, April 1902, S. 87f. (Digitalisat).
- Der Biber in Schleswig-Holstein. In: Die Heimat. Monatsschrift des Vereins zur Pflege der Natur- und Landeskunde in Schleswig-Holstein, Hamburg und Lübeck. Bd. 12 (1902), Heft 6, Juni 1902, S. 143–145 (Digitalisat).
- Die poröse Schwimmschlacke unserer schleswig-holsteinischen Nordseeküste. In: Die Heimat. Monatsschrift des Vereins zur Pflege der Natur- und Landeskunde in Schleswig-Holstein, Hamburg und Lübeck. Bd. 12 (1902), Heft 9, September 1902, S. 206–211 (Digitalisat).
- Der Winterling (Eranthis hiemalis Salisb.) im Fürstengarten zu Lauenburg a.E. In: Die Heimat. Monatsschrift des Vereins zur Pflege der Natur- und Landeskunde in Schleswig-Holstein, Hamburg und Lübeck. Bd. 13 (1903), Heft 4, April 1903, S. 81–85 (Digitalisat).
- Unsere ersten schleswig-holsteinischen Oberfischmeister: Hauptmann Dallmer und seine Getreuen Decker und Hinkelmann. In: Die Heimat. Bd. 26 (1916), Heft 7, Juli 1916, S. 137–142 (Digitalisat), Heft 8, August 1916, S. 163–173.